# カルマ (MUCCのアルバム)
『カルマ』はムックの10thアルバム。2010年10月6日発売。発売元はデンジャークルー・レコード。

## 概要
- 初回限定盤、通常盤の2タイプが発売。初回限定盤はDVD付。
- DVDには『カルマ』のレコーディング風景と、2010年6月9日に行われたイベント、6月12日に行われたミュージック・ビデオの撮影の様子を収録。
- ミヤが「今回はかなりの問題作」と語る作品。7曲目の「業」を境に、前半にエレクトロニカを取り入れた楽曲を、後半にノーマルな楽曲を置き、流れを作っている。前作『球体』とはまたかなりコンセプトが異なるため、「リスナーの中にも賛否両論の声が多かった」とミヤは語っている。
- "カルマ"とは仏教の基本的概念である“梵”を意訳したものだが、ミヤ曰く「言葉の響きで選んだ」とのこと。後で意味を調べてみると歌詞の内容にリンクするところがあったので、そのまま採用したという。
- シングル「フォーリングダウン」との連動企画で、握手券が封入されている。

## 収録曲

### CD
1. Chemical Parade
（作曲・編曲:ミヤ）
  - インスト。
2. フォーリングダウン Organic Edition
（作詞・作曲:ミヤ/編曲:ミヤ、SPACE WALKERS）
  - 19thシングル。こちらの方がオリジナル音源であり、シングル版と違いドラムとベースが生演奏（打ち込みではなく）となっている。
3. 零色（ゼロシキ）
（作詞・作曲:逹瑯/編曲:ミヤ、SPACE WALKERS）
  - 逹瑯がアルバムコンセプトを最も強く意識して作ったというナンバー。ほぼ言葉遊びのような感じで、ノリで作ったという。
4. ケミカルパレードブルーデイ
（作詞・作曲・編曲:ミヤ）
  - ミヤがアルバムを意識して作ったナンバー。
5. A.（アンサー）
（作詞・作曲:逹瑯/編曲:ミヤ）
6. アイアムコンピュータ
（作詞・作曲・編曲:ミヤ）
  - レディオヘッドの『OK COMPUTER』に通じる世界観をもった曲。ミヤが私生活の中でふと思ったことをそのまま歌詞にしている。
  - デジタルな曲だが、シンセサイザーはあまり用いず、通常の楽器を録音するというアナログなレコーディングを行った。
7. 業
（作曲・編曲:ミヤ）
  - インスト。アルバムの前半と後半の境目となる曲。
8. 堕落
（作詞・作曲:逹瑯/編曲:ミヤ、富樫春生/英詞翻訳:衛藤利恵）
  - ジャズを意識して作られた曲。ムック初のほぼ全編英歌詞の曲で、逹瑯曰く「歌詞もサウンドとして聴いてほしかったから」とのこと。ラストのみ一部日本詞となっている。アコースティック・ピアノに富樫春生が参加。
9. サーカス
（作詞・編曲:ミヤ/作曲:SATOち）
  - 「ファンクな曲を持ってきたかった」というSATOちの案から作られた曲。ブラスにピストルバルブが参加。
10. ポラリス
（作詞:逹瑯/作曲:YUKKE/編曲:ミヤ）
  - 生オーケストラのサウンドを盛り込んだナンバーで、「ストリングスを入れたい」というYUKKEの案から作られた。始めは「カリオストロっぽい曲だった」とのこと。
11. ライオン
（作詞・作曲・編曲:ミヤ）
  - 数ある収録曲の中で、ミヤが唯一「『球体』からの流れをくんでいる」と語るハードロックなナンバー。サビのコーラスはファンによるもの。2008年の「TASTE OF CHAOS」出演のタイミングで既に存在していた曲。
12. 羽
（作詞・作曲・編曲:ミヤ）
  - ミヤ曰く「3時間ほどでできた」とのこと。この曲にも富樫春生がピアノで参加。
13. 約束 Original Lyric ver.
（作詞・作曲:逹瑯/編曲:ミヤ）
  - 18thシングル。シングル版とは歌詞が一部だけ異なっており、こちらがオリジナルの曲となっている。
14. フリージア Karma Edit
（作詞:逹瑯/作曲:ミヤ/編曲:ミヤ、Ken（from.L'Arc〜en〜Ciel））
  - 17thシングルのアルバムバージョン。シングルと違い、最後まで演奏されている。

### DVD (初回生産限定盤のみ)
Karma Recording

2010.06.09 WHERE'S MUCC?

2010.06.12 MV Shooting Live

## カバー
アイアムコンピュータ
- POLYSICS - 2017年11月22日発売の『TRIBUTE OF MUCC -縁[en]-』に収録。